# Galianthe equisetoides
Galianthe equisetoides är en måreväxtart som först beskrevs av Adelbert von Chamisso och Diederich Franz Leonhard von Schlechtendal, och fick sitt nu gällande namn av Elsa Leonor Cabral. Galianthe equisetoides ingår i släktet Galianthe och familjen måreväxter. Inga underarter finns listade i Catalogue of Life.